# Jardin des héros
Le jardin des héros, en grec moderne : Κήπος των Ηρώων / Kípos ton Iróon, est situé au nord de Missolonghi en Grèce.
Il s'agit d'une zone de presque quatorze hectares où, pendant la guerre d'indépendance grecque (1821-1829), les combattants de la garde de la ville Missolonghi ont combattu et ont été enterrés en tant que héros. C'est à cet endroit que les habitants de Missolonghi enterraient leurs morts, de la révolution grecque, le cimetière n'étant pas accessible.
En octobre 1838, en présence du roi Otto Ier et de la reine Amélie d'Oldenbourg, a lieu la réinhumation des ossements des défunts et leur mise en place officielle dans le tertre qui y a été construit. Dans le même temps, on a reconstruit le mur de pierre autour du mur des héros, qui existe toujours aujourd'hui. À la même époque, les restes de Márkos Bótzaris sont transférés de l'endroit où il avait été enterré avant le second siège et placés dans un monument surélevé, puis la statue appelée la jeune fille grecque ou, en d'autres termes, de l'enfant a été placée sur la tombe.
En 1858, Othon et Amélie, après avoir aidé à planter des arbres et à aménager le site, ont fait don du lion en marbre placé au sommet du monticule. Depuis avril 1859 à nos jours, une procession de deuil a lieu chaque année, appelée l'exode de Missolonghi, le soir du samedi de Lazare et le matin du dimanche des Rameaux, partant d'Áfio Spyrídon et se terminant au mémorial des morts.
Le jardin compte 69 monuments de Grecs et de philhellènes ainsi que de nombreuses croix de Messolonghiens tombés au combat.
Les monuments du jardin sont des œuvres historiques et artistiques de grande importance qui n'ont pas changé dans le temps.